# Крефельд (хокейний клуб)
«Крефельд» (повна назва «Крефельд Пінгвін», нім. Krefeld Pinguine) — хокейний клуб з міста Крефельд, Німеччина. Заснований у 1936 році. Виступає у чемпіонаті Німецької хокейної ліги.
Чемпіон Німеччини — 1952, 2003.
Срібний призер чемпіонату Німеччини — 1954, 1955, 1977.

## Історія
Віллі Мюнстерманн з Канади організував клуб в Крефельді з назвою «German Canadiens», пізніше в народі його називають як «Крефельд канадієнс», завдяки клубу хокей стає популярним видом спорту в місті Крефельд. 7 листопада 1936 року за присутності 8000 глядачів команда Крефельда провела свій перший матч з цього часу починається відлік хокейного клубу з Крефельда.
Розвиток клубу зупинила Друга світова війна. Віллі Мюнстерманн доклав чимало зусиль аби відродити хокей в Крефельді. Він домовився з британськими окупаційними військами щодо реконструкції стадіону (відкрився у 1946 році). Разом з ним працював і Франк Швінгхаммер, який повернувся з цією метою відразу після війни з Канади до Крефельду.
У сезоні 1951/52 Крефельдер ЕВ виграє чемпіонат Німеччини. Команда з Крефельду у фінальному матчі 12 березня 1952 року буквально знищили команду СК Ріссерзеє з рахунком 6:4 (2:2, 1:1, 3:1).
У 1955 році, Крефельд став свідком чемпіонату світу з хокею із шайбою, а саме матчу в якому канадці на очах 10500 глядачів, перемогли збірну СРСР з рахунком 5:0.
На початку сезону 1974/75 новим тренером клубу став — Їржі Покорний, разом з ним прийшли такі гравці: чехословацький воротар Ян Марек, нападник Міро Шлезак, Гюнтер Качмарек, Франк Неуперт, Гаральд Кадоф та інші. Крім того, до клубу прийшов невідомий раніше канадсько-нідерландський хокеїст Дік Деклоу. Деклоу в наступні роки за допомоги свого основного партнера Лотара Кремергофа ставав найкращим бомбардиром Бундесліги.
В сезоні 1976/77 місцевий ідол хокеїст і тренер Отто Шнайтбергер зробив заяву про завершення кар'єри в Крефельді з сезону 1977/78 років. Петр Хейма, Гебрюдер Гуггемос, Дік Деклоу та канадський захисник Вік Стенфілд стали лідерами команди в тому сезоні. Вік Стенфілд став кумиром місцевих фанів, а номер 4, під яким він грав, тепер уже не присуджується в Крефельді.
У липні 1978 року, по закінченні сезону 1977/78, районний суд Крефельда визнав клуб банкрутом. Всі спроби врятувати клуб не мали успіху, а 4 серпня 1978 ліцензію клубу було скасовано.
Після банкрутства клуб відновили у регіональній лізі. Новостворений «ЕХК Крефельд» став наступником «Крефельдер ЕВ».
Лише в 1991 році під керівництвом Улі Урбана «ЕХК Крефельд» зумів піднятися знову в першу Бундеслігу.
«ЕХК Крефельд» швидко закріпився у вищому дивізіоні. Головну роль упродовж багатьох років, відіграв Карел Ланг, який став улюбленцем місцевої публіки. У 1995 році перед командою знову виникла загроза банкрутства, для залагодження цієї проблеми були залученні нові спонсори та почали збір коштів серед уболівальників. 19 вересня 1995 року GmbH, була зареєстрована в торговельному реєстрі під номером 5721, керуючим був Вілфрід Фабель. Він пробув на посаді до 1999 року, коли це місце посів Вольфганг Шефер. 2010 цей пост залишив Вольфганг Шефер, новим генеральним директором став Роберт Хайк. Як і у вісімдесяті роки перед кожною домашнею грою, пінгвін під назвою «Кевін» вітав всіх в центрі арени, з цього часу він стає талісманом команди, а клуб отримує свою сучасну назву.
У сезоні 2002/03 років «Крефельдські Пінгвіни» фінішували шостими в регулярному чемпіонаті. У чвертьфіналі вони переграли «Дюссельдорф ЕГ» 4:1. У півфіналі обіграли білих ведмедів Берліна 3:1.
У фіналі проти Кельну пінгвіни виграли перші два матчі 5:2 та 3:2, тільки одна перемога відділяла Крефельд від другого золота. На «Ланксесс-Арена» вони зазнали двох поразок і лише в п'ятій зустрічі здобули перемогу в матчі 3:1 та в серії 3:2, ставши вдруге чемпіонами Німеччини.
В сезоні 2003/04 «Крефельдські Пінгвіни» зайняла 10 місце. Сезон 2004/05, сходинкою вище — 9 місце. В сезоні 2005/06 потрапили до плей-оф, але програли серію «Айсберен Берлін» 1:4.
Наступні сезони команди закінчувала поза зоною плей-оф, правда Гербертс Васильєвс став найкращим бомбардиром ліги в сезоні 2006/07 та «Гравцем року», а також Їржі Еренбергер став «Тренером року».
Сезон 2007/08 почався з перемоги в першій грі над «Вольфсбургом» 4:0. В підсумку команда посіла 11-го місце не потрапив в плей-оф.
Новий сезон 2008/09 команда почала з новим тренером Ігорем Павловим. Його дебют був багатообіцяючим, в кінці вересня пінгвіни були на перших рядках таблиці це стало великим сюрпризом в цьому сезоні. В цілому, Крефельд завжди входив до першої шістки, посівши в підсумку 6 місце. У чвертьфіналі плей-оф поступились в серії «Дюссельдорф ЕГ» 3:4.
Сезон 2009/10 та 2011/12 команда закінчувала на 12 місці. Сезон 2010/11 клуб закінчив на 4 місці в регулярному чемпіонаті та вийшли до плей-оф. У чвертьфіналі подолали Ганновер 3:2, а в півфіналі програли «Вольфсбургу» 0:3.
У 2013 та 2014 «пінгвіни» посідають високі місця (відповідно 3-тє та 2-ге) за підсумками регулярного чемпіонату але в плей-оф вилітають в перших раундах.
В останніх двох чемпіонатах команда посідала останнє 14-е місце.

## Чемпіони Німеччини

### 1952
- Воротарі: Улі Янсен, Курт Мюллер
- Захисники: Карл Біршель, Бруно Гуттовські, Хайнц Дор, Вільгельм Моесген
- Нападники: Еріх Конецькі, Ганс Вернер Мюнстерманн, Карл-Хайнц Шолтен, Ганс Георг Пешер, Ульріх Екштайн, Бернхард Пельтцер, Віргіль Шур, Вальтер Шмідінгер
- Тренер: Еріх Конецькі

### 2003
- Воротарі: Роджер Нордстрем, Роберт Мюллер
- Захисники: Пауль Дюк, Крістіан Ергофф, Даніель Кунц, Давід Мусіал, Дан Ламберт, Сергій Стась, Андреас Раубал, Дерріл Шеннон, Маріо Доуон
- Нападники: Томас Брандль, Штеффен Зіше, Гері Шучук, Бред Пурдьє, Патрік Аугуста, Гюнтер Освальд, Джонас Лейнір, Крістоф Бранднер, Штефан Барін, Білл Боулер, Адріан Грюгель, Сенді Моджер
- Тренери: Кріс Валентайн (до грудня 2002), Батч Горінг (з листопада 2002), Карел Ланг (тренер воротарів)

## Закріплені номера
- #1  Карел Ланг
- #4  Вік Стенфілд
- #7  Лотар Кремергоф
- #80  Роберт Мюллер

## Члени Залу хокейної слави Німеччини
До Залу хокейної слави Німеччини входять такі гравці:
| - Рене Бельке - Карл Біршель - Бруно Гуттовські - Улі Янсен - Роман Кесслер - Еріх Конецькі | - Вальтер Кремергоф - Хольгер Мейтінгер - Рюдігер Нок - Фріц Пойтш - Герберт Шібукат - Вальтер Шмідінгер - Отто Шнайтбергер |